# خشخاش بیابانی

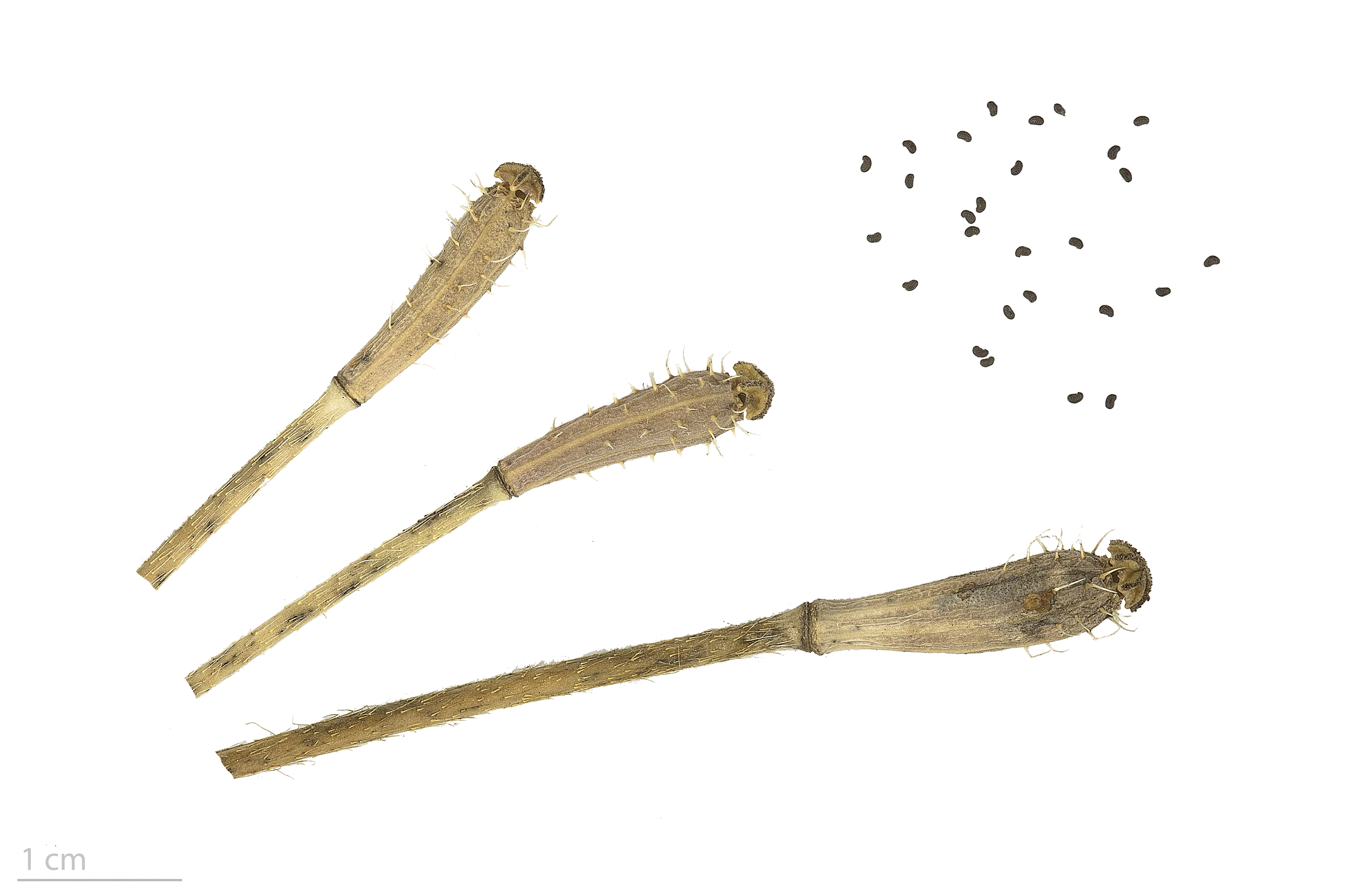
Papaver argemone

خشخاش بیابانی (نام علمی: Papaver argemone) یا خشخاش خاردار، پاپاور آرگمون نام یک گونه از سرده خشخاش است.
کوچکتر و کمیابتر از خشخاش معمولی است، خاک‌های شنی را دوست دارد و دارای سر بذرهای بلند و باریکی است که با پرز پوشیده شده‌است و در انتهای هر گلبرگ یک نقطه سیاه وجود دارد.